# Carl Wilhelm Pauli
Carl Wilhelm Pauli (né le 18 décembre 1792 à Lübeck, mort le 18 mars 1879 dans la même ville) est un magistrat et historien du droit.

## Famille
Pauli est le fils de l'homme d'affaires de Lübeck Adrian Wilhelm Pauli et son épouse, Magdalena Poel, philanthrope particulièrement influente. Elle vient d'une famille d'origine hollandaise ; son arrière-grand-père, Gerrit Claesz Pool, enseigne à Zaanstad la construction navale au tsar Pierre le Grand. Son grand-père suit le tsar en tant que constructeur de navires à Saint-Pétersbourg et son père, Jacobus Poel, devient un homme d'affaires important à Saint-Pétersbourg et à Arkhangelsk. Néanmoins, elle grandit à cause du décès prématuré de sa mère en 1763 avec son frère cadet Piter Poel dans des maisons d’enfants et des pensionnats. Piter Poel est plus tard le rédacteur en chef d’Altonaer Mercur et membre du cercle philanthropique d'amis de Caspar Voght et Georg Heinrich Sieveking.
Carl Wilhelm Pauli se marie avec Emmy  Meyer (1801–1857). Le couple a pour enfants le juge Theodor Pauli (1822–1882), l'explorateur Gustav Friedrich Pauli (1824-1911), le maire de Brême Alfred Dominicus Pauli ainsi que Johannes (John) Pauli (né en 1838) qui meurt du côté des unionistes américains lors de la bataille de Cross Keys le 8 juin 1862.

## Biographie
La famille Pauli déménage pendant son enfance après la faillite de son père en 1794 de Lübeck à Altona, où la famille est impliquée dans la société locale de Hambourg. À Altona, Pauli va au Christianeum, jusqu'à ce que le déménagement de la famille en 1808 à Bückeburg nécessite un changement d'école. Pauli étudié le droit à Tübingen et termine ses études après les guerres contre Napoléon à l'université de Göttingen avec le doctorat. Il est d'abord avocat à Lübeck. Cependant, il aspire à la fonction publique, ce qui devient possible après la Constitution fédérale de 1816 à Lübeck. En 1820, il est sous la présidence de Georg Arnold Heise, qu'il connait personnellement depuis Göttingen, secrétaire du nouveau Oberappellationsgericht der vier Freien Städte à Lübeck. En raison de la difficile entente entre les quatre villes libres, il est nommé en 1843 successeur de Friedrich Bluhme à la présidence du conseil de l'Oberappellationsgericht. À partir de ce moment-là, jusqu'au premier accident vasculaire cérébral de 1869, il se consacre à la cour et cela se reflète clairement par les dates de publication aux dépens de ses intérêts de recherche historiques à Lübeck.
Pauli s'engage aussi en 1822 à la tête de l'Église réformée. Il appartient aux libéraux de Jung-Lübeck.
En 1870, le Sénat de la ville hanséatique de Lübeck lui décerne les plus grands honneurs de la ville, la pièce commémorative Bene Merenti.

## Source, notes et références
- (de) Cet article est partiellement ou en totalité issu de l’article de Wikipédia en allemand intitulé « Carl Wilhelm Pauli » (voir la liste des auteurs).